# Zilpha Drew Smith
Zilpha Drew Smith, née le 25 janvier 1851 à Pembroke dans l'État du Massachusetts et morte le 12 octobre 1926 à Boston, est une réformatrice sociale américaine qui fut une figure majeure de l'action sociale et de son organisation aux États-Unis et plus particulièrement au sein de la ville de Boston.

## Biographie

### Jeunesse et formation

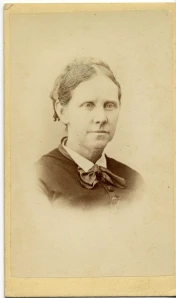
Judith Winsor Smith

Zilpha Drew Smith est la seconde fille et la troisième des six enfants du charpentier et voilier Silvanus Smith, et de la suffragette et abolitionniste Judith Winsor Smith (en). Ses parents sont des descendants des Pères pèlerins du Mayflower. Après la naissance de Zilpha Drew Smith, la famille Smith quitte Pembroke pour s'installer à Boston, où Silvanus Smith crée un chantier naval. Les parents Smith ont, l'un comme l'autre, sensibilisé leurs enfants aux problèmes sociaux tels que l'abolition de l'esclavagisme, le droit de vote des femmes, la tolérance religieuse et leur donne quatre règles de vie : la valeur du travail, l'attachement à la famille, les droits de l'homme et le souci du bien commun. Cette éducation prépare Zilpha Drew Smith pour tenir un rôle central dans le mouvement de reformes sociales de la Progressive Era,,,,.
Zilpha Drew Smith suit sa scolarité à la Girls' High School (Boston, Massachusetts) (en) puis à la Boston Normal School (« Ecole normale de Boston »), devenue en 1960 le Boston State College (en) dont elle sort diplômée en 1868,,

### Carrière

#### Premier pas dans la vie active
Zilpha Drew Smith commence sa carrière professionnelle comme télégraphiste, pour le Commercial Telegraph Office de Boston. Ce poste révèle ses capacités d'organisation, de précision, du souci du détail qui seront une marque de sa tournure d'esprit. Sa vie professionnelle ne l'éloigne pas pour autant de la vie sociale, comme sa mère et sa sœur Frances,   elle  est bénévole au sein d'une organisation coopérative caritative de Boston. Puis, elle est engagée pour intégrer une équipe chargée de la révision de l'index de la cour d’homologation des droits successoraux du comté de Suffolk. Pendant le grand incendie de Boston de 1872, elle se porte volontaire pour secourir les victimes, puis elle aide les personnes qui sont en grande précarité du fait de cet incendie,,,,. 

#### L'Associated Charities of Boston

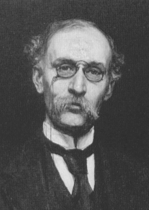
Robert Treat Paine

En 1879, l'Associated Charities of Boston (« L'Association des organismes de bienfaisance de Boston ») ou ACB l'embauche comme responsable de la tenue de son registre. L'ACB est une association nouvellement créée notamment par le juge de Boston Robert Treat Paine (philanthropist) (en) et l'écrivaine Annie Adams Field qui en est la première présidente, organisation dont la mission est de coordonner et d'enregistrer les différentes actions des organismes de bienfaisance de la ville de Boston. Ce genre d'action de coordination et d'organisation de la bienfaisance est dans l'air du temps, et Boston fait partie des premières villes à ce lancer dans cette approche de l'action sociale. La tenue du registre permettait de vérifier si les familles indigentes avait fait l'objet de la visite de ce qu'on appelait à l'époque un Friendly visitor (« visiteuse / visiteur bénévole »), la suite de la visite en termes d'aides financières et autres pour répondre aux besoins de la famille, et s'il n'y avait pas eu chevauchement de plusieurs intervenants. Le registre, a pour fonction également de recueillir les diverses enquêtes sociales. L'un des buts l'ACB est d'assurer la cohésion sociale de la ville par le développement de la solidarité,,,,.

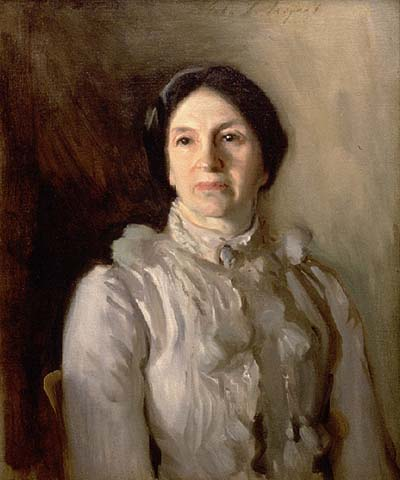
Annie Adams Fields

En 1884, Zilpha Drew Smith est nommée directrice du service du bureau d'enregistrement et la même année, elle présente son organisation des friendly visitors à la réunion annuelle de la National Conference of Charities and Corrections (« Conférence nationale des organismes de bienfaisance et des services pénitenciers ») qui se tient à Saint Louis.  Elle y explique que son organisation est basée sur une coordination entre les diverses organisations de bienfaisance de la ville de Boston, en faisant appel à la coopération des églises, des services publics, des philanthropes et d'autres organisations privées,,.

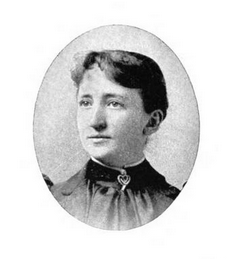
Mary E. Richmond

En 1886, Zilpha Drew Smith est nommée secrétaire générale de l'ACB. S'appuyant sur les écrits de Josephine Shaw Lowell, elle professionnalise le rôle des friendly visitors par l’augmentation du nombre de salariés et par l'établissement de programmes de formation professionnelle. Les employés salariés ont pour fonction d'être responsables sur le plan administratif des secteurs d'intervention, d'animer les bénévoles, d'assurer les premières enquêtes sociales des familles concernées, de servir d'interface entre les diverses parties prenantes de leur secteur et de former les bénévoles. Elle organise également des groupes de rencontres entre salariés et bénévoles pour partager leurs expériences, analyser les points d'amélioration, tirer les leçons des échecs. Ces groupes se tiennent sous la supervision de  Zilpha Drew Smith qui a conscience que les intervenants ne peuvent être laissés à eux-mêmes, qu'ils ont besoin de guidance et d'une relation d'aide pour améliorer leurs prestations. Avec Charles Birtwell de la Boston Children's Aid Society (BCAS), elle crée en 1888 le Monday Evening Club , où les travailleurs sociaux de différents organisations peuvent échanger leurs expériences professionnelles. Grâce à sa gouvernance , l'ACB devient un exemple du renouveau de l'action sociale américaine, de nombreux responsables viennent visiter l'association pour comprendre, étudier ses méthodes, dont Mary Richmond, qui deviendra une ses amies intimes. Quand elle est interrogée sur la raison de la réussite de ses innovations, elle répond « La différence, c'est quand quelqu'un, qui a le pouvoir de l’organisation, se met au travail, c'est le secret de tout ! »,,,.

#### La Boston School for Social Workers
En 1904, après avoir pris sa retraite de l'ACB, Zilpha Drew Smith devient la directrice adjointe de la nouvelle Boston School for Social Workers (« École des travailleurs sociaux de Boston ») créée sur ses recommandations par l'université Harvard et la Simmons University (en), établissement qui propose une cycle de formation s'étant sur une année. Programme qui est repris par la New York School of Philanthropy, établissement où Zilpha Drew Smith donne une conférence en 1908 au titre de Methods Common to Social Investigation (« Méthodes communes aux enquêtes sociales ») qui inspirera le livre Social Diagnosis de Mary Richmond paru en 1917. Le cursus de la Boston School for Social Workers s'adresse à des hommes et des femmes et s'appuie sur la présentation et l'analyse de cas. Elle fait venir des conférencières comme Florence Kelley et Lillian Wald. Parmi ses responsabilités, Zilpha Drew Smith assure des études de cas dans les classes qui éprouvent des difficultés,,,. 

### Vie privée
En 1918, Zilpha Drew Smith se retire définitivement de la vie professionnelle. Elle passe son temps aussi bien en parcourant la campagne de la Nouvelle Angleterre qu'en allant à des concerts ou au théâtre. En 1924, elle devient membre de la Society of Mayflower Descendants,,. 
Zilpha Drew Smith décède en 1926 des suites du développement d'une arthérosclérose. Après ses funérailles selon le rite unitarien, elle est inhumée au Mayflower Cemetery (en) de Duxbury dans le comté de Comté de Plymouth (Massachusetts).

## Archives
Les archives de Zilpha Drew Smith sont déposées et consultables auprès de la bibliothèque de la Simmons University (en)